# Guglielmo di Solms-Braunfels (1801-1868)
Guglielmo di Solms-Braunfels (Triesdorf, 30 dicembre 1801 – Mödling, 12 dicembre 1868) era un tenente generale prussiano.

## Vita

### Origine
Guglielmo era un membro della famiglia principesca tedesca dei Solms-Braunfels. Era il figlio primogenito del principe Federico Guglielmo di Solms-Braunfels (1770-1814), maggior generale prussiano e secondo marito di sua madre, la duchessa Federica di Meclemburgo-Strelitz (1778-1841).. Dal matrimonio dei suoi genitori erano nati due fratelli minori, i generali Alessandro (1807-1867) e Carlo di Solms-Braunfels (1812-1875), ed una sorella, la principessa Augusta di Solms-Braunfels. Sua madre era stata precedenza sposata con il principe Luigi di Prussia, da cui erano nati due figli; in terze nozze sposò l'allora duca di Cumberland e futuro re di Hannover Ernesto Augusto.

### Matrimonio e figli
Dal suo matrimonio del 1831 con la contessa Maria Anna Kinsky di Wchinitz e Tettau (1809-1892) nacquero nove figli.
1. Ferdinando (1832-1872),
2. Maria (1833–1845),
3. Ernesto (1835–1880), proprietario terriero hessiano ,
4. Giorgio (1836-1891), proprietario terriero hessiano

∞ Emanuela Gallone di Tricase-Moliterno (1854-1936),
1. Elisabetta (1837-1927),
2. Bernardo (1839-1867),
3. Alberto (1841-1901)

∞ Ebba di Lavonio (1850-1927),
1. Ottone (* / † 1843),
2. Ermanno (1845-1900)

∞ (I) Maria di Solms-Braunfels (1852-1882), figlia di suo zio Carlo;
∞ (II) Elisabetta di Reuss-Schleiz (1859-1951), figlia di Enrico XIV di Reuss-Gera (1832-1913).

## Ascendenza
|                                                |                                                 |                                                           | Genitori                                                              |  |  | Nonni |  |  | Bisnonni                                           |  |  | Trisnonni                                       |  |
|                                                |                                                 |                                                           |                                                                       |  |  |       |  |  | Federico Guglielmo, 1º principe di Solms-Braunfels |  |  | Guglielmo Maurizio, conte di Solms-Greifenstein |  |
|                                                |                                                 |                                                           |                                                                       |  |  |       |  |  | Federico Guglielmo, 1º principe di Solms-Braunfels |  |  | Guglielmo Maurizio, conte di Solms-Greifenstein |  |
|                                                |                                                 | langravia Maddalena Sofia d'Assia-Homburg                 |                                                                       |  |  |       |  |  | Federico Guglielmo, 1º principe di Solms-Braunfels |  |  |                                                 |  |
| Ferdinando, 2º principe di Solms-Braunfels     |                                                 |                                                           |                                                                       |  |  |       |  |  | Federico Guglielmo, 1º principe di Solms-Braunfels |  |  |                                                 |  |
|                                                |                                                 | principessa Maddalena Enrichetta di Nassau-Weilburg       | Giovanni Ernesto, principe di Nassau-Weilburg                         |  |  |       |  |  |                                                    |  |  |                                                 |  |
|                                                |                                                 | principessa Maddalena Enrichetta di Nassau-Weilburg       | Giovanni Ernesto, principe di Nassau-Weilburg                         |  |  |       |  |  |                                                    |  |  |                                                 |  |
|                                                |                                                 | principessa Maddalena Enrichetta di Nassau-Weilburg       | contessa Maria Polissena di Leiningen-Dagsburg-Hartenburg             |  |  |       |  |  |                                                    |  |  |                                                 |  |
| principe Federico Guglielmo di Solms-Braunfels |                                                 | principessa Maddalena Enrichetta di Nassau-Weilburg       |                                                                       |  |  |       |  |  |                                                    |  |  |                                                 |  |
|                                                |                                                 | Cristiano Augusto, conte di Solms-Laubach                 | Federico Ernesto, conte di Solms-Laubach                              |  |  |       |  |  |                                                    |  |  |                                                 |  |
|                                                |                                                 | Cristiano Augusto, conte di Solms-Laubach                 | Federico Ernesto, conte di Solms-Laubach                              |  |  |       |  |  |                                                    |  |  |                                                 |  |
|                                                |                                                 | Cristiano Augusto, conte di Solms-Laubach                 | contessa Federica Carlotta di Stolberg-Gedern                         |  |  |       |  |  |                                                    |  |  |                                                 |  |
| Contessa Sofia di Solms-Laubach                |                                                 | Cristiano Augusto, conte di Solms-Laubach                 |                                                                       |  |  |       |  |  |                                                    |  |  |                                                 |  |
|                                                |                                                 | principessa Elisabetta di Isenburg e Büdingen in Birstein | Volfango Ernesto I, principe di Isenburg e Büdingen in Birstein       |  |  |       |  |  |                                                    |  |  |                                                 |  |
|                                                |                                                 | principessa Elisabetta di Isenburg e Büdingen in Birstein | Volfango Ernesto I, principe di Isenburg e Büdingen in Birstein       |  |  |       |  |  |                                                    |  |  |                                                 |  |
|                                                |                                                 | principessa Elisabetta di Isenburg e Büdingen in Birstein | contessa Federica di Leiningen-Dagsburg-Hartenburg                    |  |  |       |  |  |                                                    |  |  |                                                 |  |
| principe Guglielmo di Solms-Braunfels          |                                                 | principessa Elisabetta di Isenburg e Büdingen in Birstein |                                                                       |  |  |       |  |  |                                                    |  |  |                                                 |  |
|                                                | Carlo Ludovico Federico di Meclemburgo-Strelitz | Adolfo Federico II di Meclemburgo-Strelitz                |                                                                       |  |  |       |  |  |                                                    |  |  |                                                 |  |
|                                                | Carlo Ludovico Federico di Meclemburgo-Strelitz | Adolfo Federico II di Meclemburgo-Strelitz                |                                                                       |  |  |       |  |  |                                                    |  |  |                                                 |  |
|                                                | Carlo Ludovico Federico di Meclemburgo-Strelitz | Cristiana Emilia di Schwarzburg-Sondershausen             |                                                                       |  |  |       |  |  |                                                    |  |  |                                                 |  |
| Carlo II di Meclemburgo-Strelitz               | Carlo Ludovico Federico di Meclemburgo-Strelitz |                                                           |                                                                       |  |  |       |  |  |                                                    |  |  |                                                 |  |
|                                                |                                                 | Elisabetta Albertina di Sassonia-Hildburghausen           | Ernesto Federico I di Sassonia-Hildburghausen                         |  |  |       |  |  |                                                    |  |  |                                                 |  |
|                                                |                                                 | Elisabetta Albertina di Sassonia-Hildburghausen           | Ernesto Federico I di Sassonia-Hildburghausen                         |  |  |       |  |  |                                                    |  |  |                                                 |  |
|                                                |                                                 | Elisabetta Albertina di Sassonia-Hildburghausen           | Sofia Albertina di Erbach-Erbach                                      |  |  |       |  |  |                                                    |  |  |                                                 |  |
| Federica di Meclemburgo-Strelitz               |                                                 | Elisabetta Albertina di Sassonia-Hildburghausen           |                                                                       |  |  |       |  |  |                                                    |  |  |                                                 |  |
|                                                |                                                 | Giorgio Guglielmo d'Assia-Darmstadt                       | Luigi VIII d'Assia-Darmstadt                                          |  |  |       |  |  |                                                    |  |  |                                                 |  |
|                                                |                                                 | Giorgio Guglielmo d'Assia-Darmstadt                       | Luigi VIII d'Assia-Darmstadt                                          |  |  |       |  |  |                                                    |  |  |                                                 |  |
|                                                |                                                 | Giorgio Guglielmo d'Assia-Darmstadt                       | Carlotta di Hanau-Lichtenberg                                         |  |  |       |  |  |                                                    |  |  |                                                 |  |
| Federica Carolina Luisa d'Assia-Darmstadt      |                                                 | Giorgio Guglielmo d'Assia-Darmstadt                       |                                                                       |  |  |       |  |  |                                                    |  |  |                                                 |  |
|                                                |                                                 | Maria Luisa Albertina di Leiningen-Dagsburg-Falkenburg    | Cristiano Carlo Reinardo di Leiningen-Dachsburg-Falkenburg-Heidesheim |  |  |       |  |  |                                                    |  |  |                                                 |  |
|                                                |                                                 | Maria Luisa Albertina di Leiningen-Dagsburg-Falkenburg    | Cristiano Carlo Reinardo di Leiningen-Dachsburg-Falkenburg-Heidesheim |  |  |       |  |  |                                                    |  |  |                                                 |  |
|                                                |                                                 | Maria Luisa Albertina di Leiningen-Dagsburg-Falkenburg    | Caterina Polissena di Solms-Rödelheim                                 |  |  |       |  |  |                                                    |  |  |                                                 |  |
|                                                |                                                 | Maria Luisa Albertina di Leiningen-Dagsburg-Falkenburg    |                                                                       |  |  |       |  |  |                                                    |  |  |                                                 |  |